# 喜田あゆ美
喜田 あゆ美（きだ あゆみ、1966年6月7日 - ）は、日本の女性声優。マウスプロモーションおよびフェドー劇団所属。栃木県出身。旧芸名は喜田 あゆみ。

## 人物
役者になったきっかけは「まがさした」と語っている。
専門学校東京アナウンス学院卒。声優としてはアニメ、外画を中心に活躍している。方言は栃木弁。趣味・特技はジャズダンス。

## 出演
太字はメインキャラクター。

### テレビアニメ
1989年
- 機動警察パトレイバー（芸奴、スチュワーデス）
- らんま1/2 - 2シリーズ

1993年
- クッキングパパ（少年）

1994年
- とっても!ラッキーマン（1994年 - 1995年、女B、目立拓内）
- BLUE SEED（アナウンサー）
- ヤマトタケル（キリオミ）
- 幽☆遊☆白書（1994年 - 1995年、霊界特防隊、少年、女子高生）

1995年
- オズ・キッズ（ブリキボーイ）
- 十二戦支 爆烈エトレンジャー（ネコ）
- NINKU -忍空-（ヨシオ）
- バーチャファイター（キム）
- ふしぎ遊戯（子供の星宿）
- 魔法陣グルグル（フェイ、シュタインベッツ）

1996年
- 神秘の世界エルハザード（クレンナ・クレンナ）
- それいけ!アンパンマン（ビビンバくん〈初代〉）
- 爆走兄弟レッツ&ゴー!!（1996年 - 1997年、子供、近藤ゲン、バーニー） - 2シリーズ
- 魔法少女プリティサミー（ガンマン女）

1998年
- 男はつらいよ 〜寅次郎忘れな草〜（マサル）
- カウボーイビバップ（カイン）
- デビルマンレディー（1998年 - 1999年、ユカ、母親）
- Night Walker -真夜中の探偵-（秋葉美春）
- Weiß kreuz（珠美）
- バブルガムクライシス TOKYO 2040（1998年 - 1999年、リンナの母）

1999年
- キョロちゃん（1999年 - 2001年、コント、レポーター、スパイス売り、コント雪だるま、老女 他）
- 名探偵コナン（高田友寛）

2000年
- サイバーシックス（ジュリアン、アパートの女性）
- ∀ガンダム（女性隊員A）
- ニャニがニャンだー ニャンダーかめん（ニャンタ、ヒュードロ）

2001年
- 仰天人間バトシーラー（シャーマンバ / マダムシャーマン）

2002年
- パタパタ飛行船の冒険（ブマル）
- 花田少年史（町田先生）

2003年
- カスミン（ハナエ）
- ミッドナイトホラースクール（ジュノ、ミスター・エックス）

2005年
- ギャラリーフェイク（いづみママ）
- MAJOR 1st season（羽生）
- 焼きたて!!ジャぱん（シャドウの母）

2006年
- 牙 -KIBA-（グルジェフ）

2012年
- BTOOOM!（坂本幸江）
- もやしもん リターンズ（主婦B）

2013年
- アイカツ!（藤山さん）

2014年
- 牙狼〈GARO〉-炎の刻印-（母親）
- サザエさん

2016年
- アイカツスターズ!（カメさん）

2017年
- ポケットモンスター サン&ムーン（2017年 - 2019年、アマラ）

2018年
- ポチっと発明 ピカちんキット（2018年 - 2019年、おばあちゃん）
- ドラえもん（テレビ朝日版第2期）（飼い主の少年）

2019年
- 同居人はひざ、時々、頭のうえ。（女性②）

2021年
- さんかく窓の外側は夜（お世話役）

### 劇場アニメ
- 紅の豚（1992年）
- ウルトラニャン 星空から舞い降りたふしぎネコ（1997年、マモル）

### OVA
- 学校の幽霊（1995年）
- サクラ大戦 桜華絢爛（1997年、男の子）
- 火宵の月〜秋狂言〜（1998年、式神の女、遊女）

### Webアニメ
- マウスどうぶつえん（2018年、アビシニアンのあゆみ）

### ゲーム
1995年
- 制服伝説プリティ・ファイターX（山吹柔）

1999年
- XI JUMBO

2000年
- パワーストーン2

2001年
- サンライズ英雄譚2（ネイ・モーハン）

2002年
- ガラクタ名作劇場 ラクガキ王国（デンカ）
- 機甲武装Gブレイカー 〜第三次クラウディア大戦〜（クルス・キサラギ）
- 機甲武装Gブレイカー2 同盟の反撃（クルス・キサラギ）
- XIゴ

2003年
- サンライズワールドウォー from サンライズ英雄譚（ネイ）

2005年
- GENJI（しんた）

2006年
- マブラヴ（京塚志津江）
- マブラヴ オルタネイティヴ（京塚志津江）

2008年
- 白騎士物語

2010年
- キングダム ハーツ バース バイ スリープ（アナスタシア）
- マブラヴラジオ ADV（京塚志津江）

2017年
- クイズRPG 魔法使いと黒猫のウィズ（リーベクーヘン）

2020年
- ファイナルファンタジーVII リメイク

### 吹き替え

#### 女優
- ヴィオラ・デイヴィス
  - アウト・オブ・サイト（モーゼル） ※日本テレビ版
  - ダウト〜あるカトリック学校で〜（ミラー夫人）
  - プリズナーズ（ナンシー・バーチ） ※ソフト版
  - ヘルプ 〜心がつなぐストーリー〜（エイビリーン・クラーク）
- クィーン・ラティファ
  - スフィア（アリス“ティーニー”・フレッチャー）
  - バレンタインデー（ポーラ・トーマス）
  - ボーン・コレクター（セルマ） ※テレビ朝日版
- レジーナ・ホール
  - 最'狂'絶叫計画（ブレンダ・ミークス）
  - 最終絶叫計画4（ブレンダ・ミークス）
  - シャフト（マヤ）
  - ビッグ・トラブル in NY（トリキシー）

#### 映画
- 愛されちゃって、マフィア（ローズ〈ジョーン・キューザック〉）
- アウト・オブ・サイト（モーゼル〈ヴィオラ・デイヴィス〉）※日本テレビ版
- アバウト・ア・ボーイ
- アポロ13（メアリー・ヘイズ） ※ソフト版
- アラクノフォビア
- IT ※NHK-BS2版
- イーストウィックの魔女たち ※TBS版
- 依頼人（ドリーン） ※ソフト版、テレビ朝日版
- インディ・ジョーンズ/魔宮の伝説 ※テレビ朝日版
- ヴァンパイア・イン・ブルックリン（エヴァ） ※VHS版
- ウィッシュ〜夢がかなう時 ※VHS版
- エア・バディ2
- エアフォース・ワン ※日本テレビ版
- エヴァンジェリスタ（ベティ〈ステラ・スティーヴンス〉）
- エグゼクティブ・デシジョン ※テレビ朝日版
- エディ&マーティンの逃走人生（シルヴィア〈リサ・ニコル・カールソン〉）
- カーリー・スー（アニス・ホール） ※日本テレビ版
- 彼が二度愛したS（ルッソ刑事〈リサ・ゲイ・ハミルトン〉）
- 危険な情事
- キラー・クロコダイル/怒りの逆襲 ※フジテレビ版
- グース ※ソフト版
- 靴をなくした天使 ※日本テレビ版
- グッドナイト・ムーン
- クロコダイル・ダンディー ※テレビ朝日版
- ゴースト/ニューヨークの幻
- 幸福の条件※ソフト版
- コンゴ（モイラ〈メアリー・エレン・トレイナー〉） ※フジテレビ版
- サークル・オブ・フレンズ（ベッキー）
- ザ・メキシカン ※テレビ朝日版
- 13ゴースト（マギー）
- サウス・キャロライナ/愛と追憶の彼方
- ザ・クラフト
- さよならゲーム ※テレビ朝日版
- 死への逃避行（ベティ〈ドミニク・フロ〉） ※テレビ東京版（BD収録）
- ジャック・サマースビー ※ソフト版
- 十戒 ※テレビ朝日版
- ジョーズ（マイケル・ブロディ） ※TBS版
- スターゲイト コンティニュアム ザ・ムービー（ニルティ）
- スタンド・バイ・ミー ※VHS・DVD版
- スピード（エレベータの女1）※テレビ朝日版
- スペシャリスト ※DVD・ビデオ版
- スリー・リバーズ ※DVD・ビデオ版
- スリーメン&リトルレディ ※日本テレビ版
- セレナ（スゼット）
- ソルジャー ※フジテレビ版
- ターミネーター ※テレビ東京版
- 大空港※日本テレビ版（金曜ロードショー）
- 大統領の執事の涙（グロリア・ゲインズ〈オプラ・ウィンフリー〉）
- ダイ・ハード3（ジェーン） ※ソフト版
- ダブル・ジョパディー ※DVD・ビデオ版
- チャーリーズ・エンジェル ※テレビ朝日版
- ディープ・ブルー（ブレンダ・カーンズ〈アイダ・タートゥーロ〉） ※日本テレビ版
- ディアボロス/悪魔の扉 ※ソフト版
- デンジャラス・マインド/卒業の日まで
- トゥルーナイト
- ドク・ハリウッド ※フジテレビ版、テレビ朝日版
- ドラキュラ ※旧盤DVD・ビデオ版
- ドラキュリアン（ショーン〈アンドレ・ゴウアー〉）
- ドラグネット 正義一直線
- ドロップ・ゾーン ※ソフト版
- ナッシング・トゥ・ルーズ（リサ・デヴィッドソン）
- ニュー・ジャック・シティ ※DVD・ビデオ版
- バーチュオシティ ※フジテレビ版
- ハート・オブ・ウーマン ※日本テレビ版
- ハード・トゥ・キル（マーサ・コー） ※テレビ朝日版
- パーフェクト ストーム（イーディ・ベイリー〈チェリー・ジョーンズ〉）
- バーブ・ワイヤー/ブロンド美女戦記（バーブ・ワイヤー〈パメラ・アンダーソン〉） ※ソフト版
- 裸の銃を持つ男 ※テレビ朝日版
- ハドソン・ホーク（アーモンド・ジョイ） ※ソフト版
- パトリオット・ゲーム ※テレビ朝日版
- バニラ・スカイ（レイチェル）
- パワーレンジャーシリーズ
  - パワーレンジャー（アンジェラ（初代）、キャリトン市長）
  - パワーレンジャー・ターボ（デリーシャ）
  - パワーレンジャー・ロスト・ギャラクシー（ヘスクバ）
- 陽だまりのグラウンド（ジェファーソン・アルバート・ティッブス）
- ヒップホップ・プレジデント（キム）
- 羊たちの沈黙（キャサリン・マーティン〈ブルック・スミス〉） ※VHS版
- フィラデルフィア・エクスペリメント ※テレビ朝日版
- フェイス/オフ（ワンダ〈マーガレット・チョー〉） ※テレビ朝日版、テレビ朝日新録版
- フォレスト・ガンプ/一期一会（ルイーズ〈マーゴ・ムーラー〉） ※ソフト版、（役不明） ※フジテレビ版
- ブギーナイツ（先生〈パトリシア・フォート〉）
- フランティック ※TBS版
- プリティ・プリンセス（ウェルズ）
- プリティ・リーグ（マーラ・フーチ） ※日本テレビ版
- プレデター2 ※テレビ朝日版
- ベルベット・ゴールドマイン（ミッキー）
- ボーイズ・オン・ザ・サイド
- ホーム・アローン（レジ係） ※ソフト版
- ホーム・アローン2 ※ソフト版
- 冒険者たち（キヨバシの秘書） ※テレビ東京版
- 暴走特急（パティマ〈女傭兵〉） ※ソフト版、テレビ朝日版
- マイ・フレンド・フォーエバー ※ソフト版
- マチルダ
- マディソン郡の橋 ※DVD・ビデオ版
- マドンナのスーザンを探して
- ミッション・トゥ・マーズ
- ミミック（デービス） ※テレビ東京版
- ミュータント・ニンジャ・タートルズ2 ※ソフト版
- めぐり逢えたら ※ソフト版
- 黙秘 ※DVD版
- モンキーキング 西遊記
- ユー・ガット・メール（ローズ〈サラ・ラミレス〉） ※フジテレビ版
- 勇気あるもの（ミランダ・マイヤーズ）
- ユニバーサル・ソルジャー ※テレビ朝日版
- ラスト・ボーイスカウト（いたずら少年の一人） ※DVD・ビデオ版
- ランゴリアーズ（ベサニー・シムズ） ※ビデオ版
- レディ・キラーズ（幼少期のガウェイン）
- レリック（少年）
- 連鎖犯罪/逃げられない女 ※旧DVD・ビデオ版
- ロケッティア ※テレビ朝日版
- ロボコップ2 ※テレビ朝日版
- ワーキング・ガール ※テレビ朝日版
- ワールド・トレード・センター
- ワイルドスピード（レティ・オルティス〈ミシェル・ロドリゲス〉） ※ソフト版
- WILD HOGS/団塊ボーイズ（カレン・デイヴィス）
- 101 ※テレビ朝日版

#### テレビドラマ
- アリー my Love
- アルフ（ジェイク・オクモニック）
- ER緊急救命室（リリー・ジャービク：Season 2 - ）
- インディ・ジョーンズ/若き日の大冒険
- エイリアス（フランシー・カルフォ〈メリン・ダンジー〉）
- FBI: 特別捜査班
- 恐竜家族
- ザ・ソプラノズ 哀愁のマフィア（アンソニー・ソプラノ・ジュニア） ※ソフト版 シーズン1
- 三国志演義（弁皇子） ※NHK-BS2版
- CSI:マイアミ（アデル・セヴィーリア〈ワンダ・デ・ジーザス〉）
- スターゲイト SG-1（ニルティ〈初代〉）
  - スターゲイト コンティニュアム ザ・ムービー（ニルティ）
- ハイテク武装車バイパー（マーラ・ウィルクス〈フェイ・ハウザー〉）
- フェームLA（リズ）
- フルハウス（ジュリー）
- プロビデンス（イジー・ヌネーズ：Season 2 - ）

#### アニメ
- アドベンチャー・タイム
- イウォーク物語（ティーボ）※DVD版
- インベーダー・ジム: フローパス計画（ディブ）
- かわうそファミリー（マンチー）
- キャスパー（スプーキー）※VHS版
- クックとプッケ（クック）
- シルベスター&トゥイーティー ミステリー
- シンデレラII（アナスタシア）
- シンデレラIII 戻された時計の針（アナスタシア）
- スティーブン・スピルバーグのトゥーンシルバニア（メリッサ、サリー）
- デクスターズラボ（デクスター）
- バットマン
- バットマン ゴッサムナイト（ダンダー）
- 101匹わんちゃん
- プレーンズ2/ファイアー&レスキュー（ダイナマイト）
- スパイダーマン（アナスタシア・ハーディ、マウジー）